# Czesław Smoczyński
Czesław Smoczyński, ps. Polżan (ur. 20 lipca 1896 w Poznaniu, zm. 12 czerwca 1971) – kapitan żandarmerii Wojska Polskiego, kawaler Orderu Virtuti Militari.

## Życiorys
Urodził się 20 lipca 1896 w Poznaniu, w rodzinie Karola i Anny z Deinertów.
W 1913 współdziałał z Wincentym Wierzejewskim, Tadeuszem Wolskim, Stanisławem Jańczakiem, Józefem Gabrielem Jęczkowiakiem (późniejszym porucznikiem żandarmerii), Janem Kąkolewskim, Leonardem Skowrońskim, Janem Skrzypczakiem, Bogdanem Szefferem w organizacji tajnego skautingu na terenie Poznania. 
W czasie powstania wielkopolskiego był zastępcą komendanta i kierownikiem głównej kancelarii Polskiej Organizacji Wojskowej zaboru pruskiego. 26 stycznia 1919 został organizatorem i dowódcą oddziału żandarmerii polowej przy Dowództwie Głównym Sił Zbrojnych Polskich w byłym zaborze pruskim. 13 marca 1919, jako sierżant byłej armii niemieckiej, został formalnie przyjęty przez Komisariat Naczelnej Rady Ludowej do Sił Zbrojnych Polskich w byłym zaborze pruskim i mianowany podporucznikiem w żandarmerii ze starszeństwem z dniem 1 marca 1919.
W sierpniu 1920, w czasie wojny z bolszewikami, dowodził plutonem żandarmerii polowej w składzie Grupy „Dolna Wisła” generała Osikowskiego i wziął udział w obronie Płocka. Za obronę miasta został odznaczony Krzyżem Srebrnym Orderu Wojskowego Virtuti Militari. Następnie dowodził IV dywizjonem żandarmerii polowej przyfrontowej. 19 stycznia 1921 został zatwierdzony z dniem 1 kwietnia 1920 w stopniu porucznika, w żandarmerii, w grupie oficerów byłej armii niemieckiej. Zdemobilizowany z dniem 25 października 1921.
W latach 1923–1924 był oficerem rezerwowym 50 pułku piechoty w Kowlu. Zweryfikowany w stopniu kapitana ze starszeństwem z dniem 1 czerwca 1919 roku i 1623. lokatą w korpusie oficerów rezerwowych piechoty. Później został przeniesiony w rezerwie z korpusu oficerów piechoty do korpusu oficerów żandarmerii. W 1934 pozostawał w ewidencji Powiatowej Komendy Uzupełnień Wilno Miasto. Posiadał przydział w rezerwie do 3 dywizjonu żandarmerii. 
Po zwolnieniu z wojska rozpoczął pracę w przemyśle filmowym i mieszkał kolejno w Bydgoszczy przy ul. Gdańskiej 11 m. 10, w Wilnie przy ul. Ostrobramskiej 5, w Warszawie przy al. Jerozolimskich 45, a następnie w Poznaniu przy ul. Święty Marcin 2 m. 4. W 1933 był kierownikiem kina „Rewia” w Wilnie.
Walczył w powstaniu warszawskim, pełniąc służbę w Szefostwie Żandarmerii Okręgu Warszawskiego Armii Krajowej. Po kapitulacji, w niemieckiej niewoli. Zmarł 12 czerwca 1971.
Był żonaty z Antonią z Rutkiewiczów.

## Ordery i odznaczenia
- Krzyż Srebrny Orderu Wojskowego Virtuti Militari nr 2830 – 1921 „za obronę miasta Płocka"[7][15]
- Medal Niepodległości – 17 marca 1938 „za pracę w dziele odzyskania niepodległości”[16][14]
- Medal Pamiątkowy za Wojnę 1918–1921[2]
- Wielkopolski Krzyż Powstańczy – 6 grudnia 1957[17]
- Odznaka pamiątkowa Polskiej Organizacji Wojskowej[2]